# Короппи (река)
Короппи — река в России, протекает по Муезерскому району Карелии. Впадает в губу Неунаш озера Тулос. Длина реки составляет 4,6 км, площадь водосборного бассейна — 325 км².

## Данные водного реестра
По данным государственного водного реестра России относится к Балтийскому бассейновому округу, водохозяйственный участок реки — Реки Карелии бассейна Балтийского моря на границе РФ с Финляндией, включая озеро Лексозеро. Относится к речному бассейну реки Реки Карелии бассейна Балтийского моря.
Код объекта в государственном водном реестре — 01050000112102000010372.